# Eumannia obscuraria
Eumannia obscuraria är en fjärilsart som beskrevs av Otto Staudinger 1892. Eumannia obscuraria ingår i släktet Eumannia och familjen mätare. Inga underarter finns listade i Catalogue of Life.